# Catherine Keener
Catherine Ann Keener (født 23. marts 1959 i Miami, Florida) er en amerikansk skuespiller bl.a. kendt for sine Oscarnominerede roller som forfatteren Harper Lee i filmen Capote og Maxine i Being John Malkovich.

## Udvalgt filmografi
- 8mm (1999)
- Being John Malkovich (1999)
- Adaptation (2002)
- The Interpreter (2005)
- The 40 Year Old Virgin (2005)
- Capote (2005)
- Into the Wild (2007)
- Hamlet 2 (2008)
- New York Iscenesat (2008)
- Villy Vilddyr - og landet med de vilde krabater (2009)
- Peace, Love, & Misunderstanding (2011)
- Get Out (2017)
- Incredibles 2 (2018) (stemme)